# Etzenrade
Etzenrade (Limburgs: Ieëtselder) is een buurtschap tussen Jabeek en Schinveld in de gemeente Beekdaelen in de Nederlandse provincie Limburg. De buurtschap is gelegen aan de gelijknamige weg, direct ten zuiden van de grens met Duitsland. Etzenrade telt circa tien huizen. De buurtschap wordt in 1140 voor het eerst vermeld als Evezenrode, dat betekent 'een ontginning, toebehorend aan Evezo'.
Het voornaamste gebouw van Etzenrade is de voormalige kasteelhoeve Etzenraderhuuske, een typische bakstenen carréboerderij, waarvan het woonhuis een klokgevel heeft. In het dal van de Roode Beek, aan de Molenweg, ligt de Roermolen. Deze watermolen uit 1794, staat al sinds 1949 'droog'. Op Duits grondgebied ligt verder de Etzenrather Mühle uit 1492.
De plaats ligt in het Bekken van de Roode Beek.

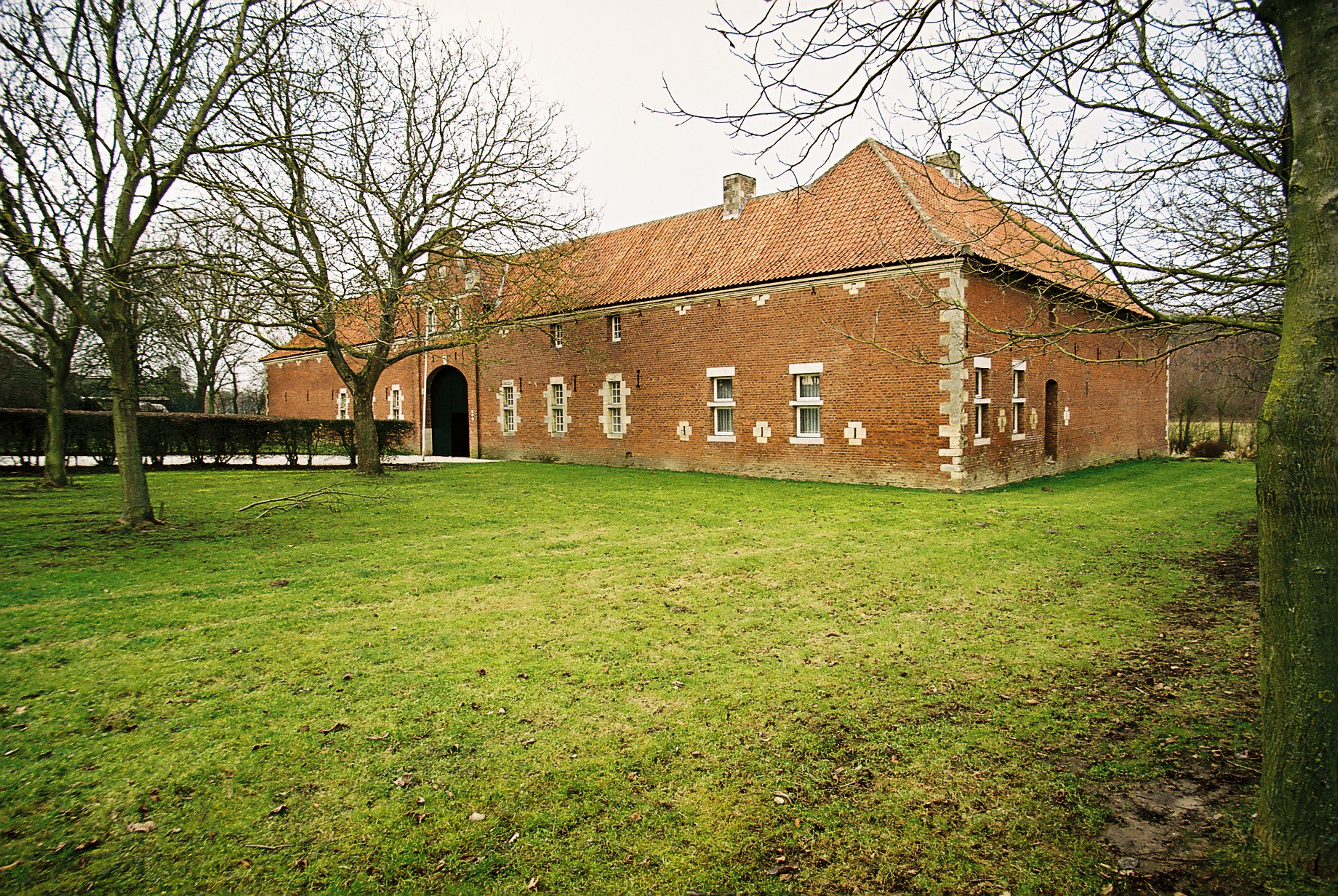
Kasteelhoeve Etzenraderhuuske
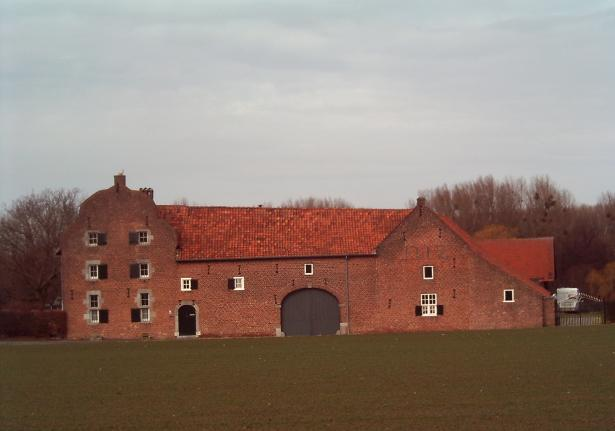
Etzenraderhof
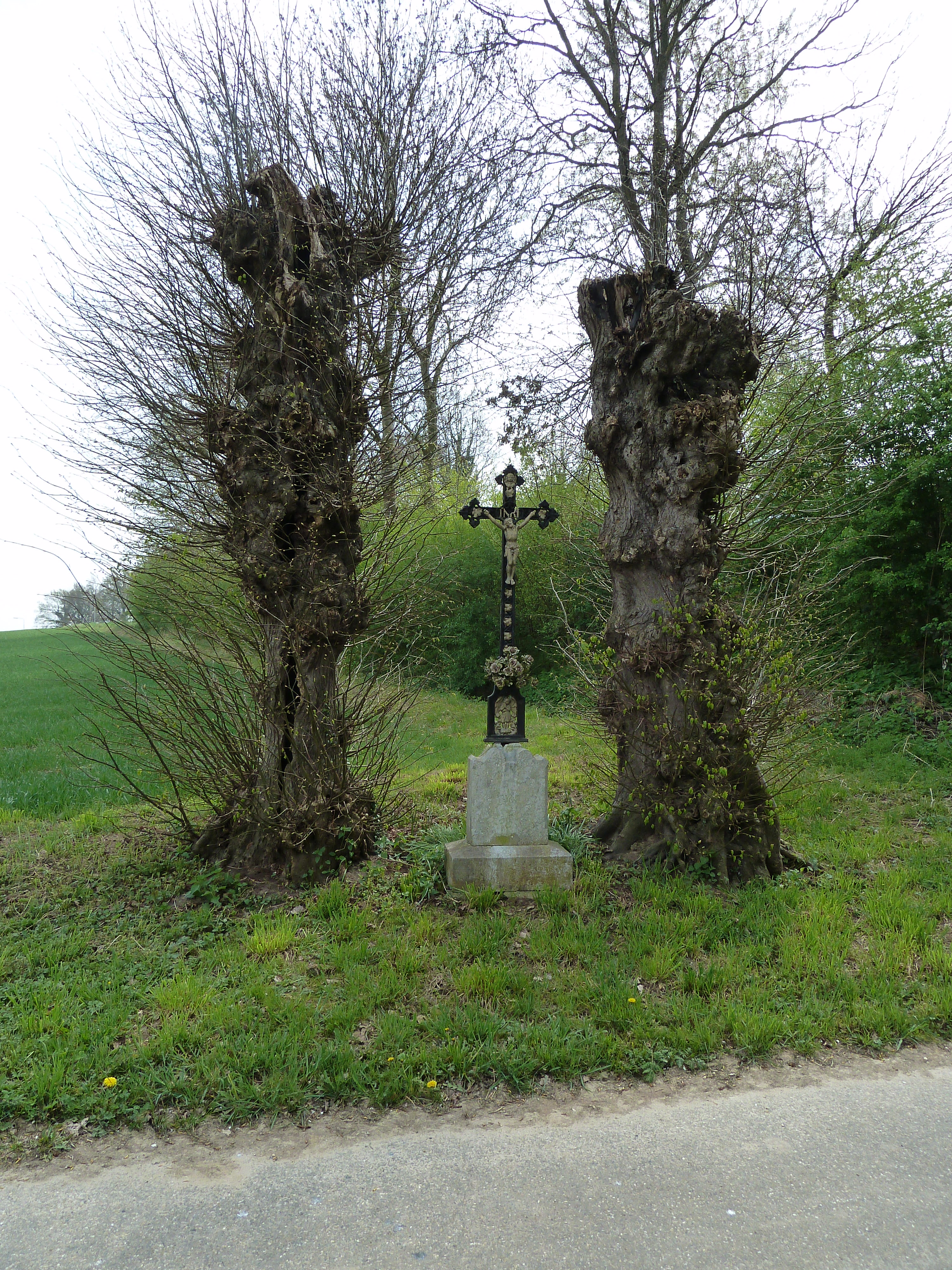
Wegkruis aan de Maastrichterstraat bij Etzenrade